# Худдамул Фуркан
Худдамул Фуркан — Афганская политическая партия, созданная в 1966 году. Лидером партии был Мухаммад Исмаил Моджадиди. В основе партии лежал исламизм и антикоммунизм. Выступала против партий придерживающихся идеологий коммунизма и маоизма. Эта была первая подобного рода партия в Афганистане. В основном в партии состояла интеллигенция. Лидер партии пользовался авторитетом среди мусульман. У данной была своя газета под названием Голос Правды. 
В 1979 году Моджадиди вместе с семьей был арестован правительством НДПА, и заключен в тюрьму. Дальнейшая судьба Моджадиди неизвестна. После ареста Моджадиди, Худдамул Фуркан присоединилась к Движению исламской революции Афганистана.